# Креба

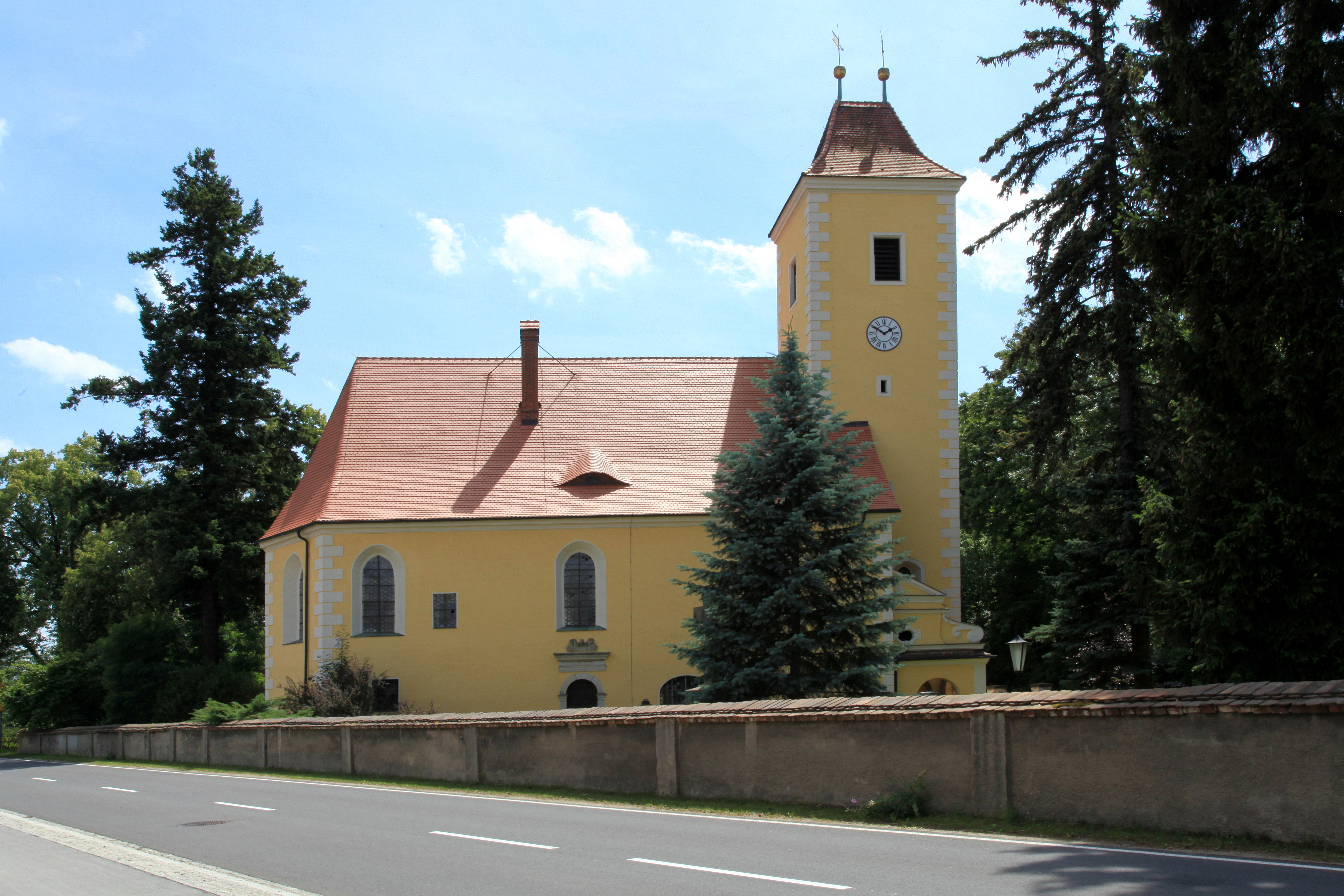
Лютеранский храм

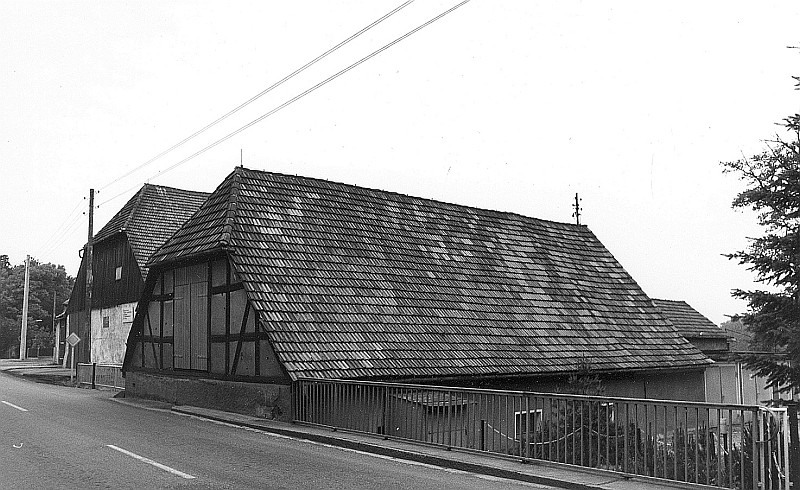
Жилой дом, фото 1989 года

Кре́ба или Хре́бя (нем. Kreba; в.-луж. Chrjebja) — сельский населённый пункт и административный центр коммуны Креба-Нойдорф, район Гёрлиц, федеральная земля Саксония, Германия.

## География
На западе от деревни расположены биосферный заповедник «Пустоши и озёра Верхней Лужицы». Деревню с востока и запада окружают рыбоводные пруды. В деревне пересекаются автомобильные дороги S121 (участок Нойдорф — Клиттен) и S153 (участок Райхвальде — Креба).
Соседние населённые пункты: на севере — деревня Райхвальде коммуны Боксберг, на северо-востоке — деревня Чернске (Чернск), на востоке — деревня Лахе, на юге — деревня Нойдорф (Нова-Вес), на западе — деревня Клайн-Радиш (Радшовк) коммуны Боксберг и на северо-западе — деревня Дюррбах (Дырбах) коммуны Боксберг.

## История
Серболужицкое наименование происходит от немецкого названия Креба, которое в свою очередь произошло от древнелужицкого слова «Kroba» (ящик, корзина). Предполагается, что плетёные корзины использовались местными рыбаками для сбора пойманной рыбы в местных прудах.
Впервые упоминается в 1409 году под наименованием «Crobe». После Венского конгресса деревня в 1815 году отошла Пруссии. Находилась в составе округа Ротенбург. В 1685 году в деревне была построена лютеранская церковь, вместо сгоревшей в 1625 году. В этом храме служил серболужицкий общественный деятель пастор Петр Шерах, родоначальник серболужицкого рода Шерахов, из которого в последующее время вышли несколько известных представителей лужицкой интеллигенции.
В 1721 году местная молотковая мельница была перестроена в чугунолитейный завод с доменной печью, который действовал до 1860-х годов. Около 1750 года на территории поместья была построена усадьба, которая после нескольких расширений и перестроек получила современный вид. В 1936 году во время германизации наименований Третьего рейха деревня была переименована в Хайдеангер. Прежнее наименование было возвращено в 1947 году.
В настоящее время входит в состав культурно-территориальной автономии «Лужицкая поселенческая область», на территории которой действуют законодательные акты земель Саксонии и Бранденбурга, содействующие сохранению лужицких языков и культуры лужичан.
Исторические немецкие наименования:
- Crobe, 1409
- Kröbe, 1419
- Crebischen heyden, 1453
- Crobe, 1490
- Crebe, 1511
- Kroebaw, 1658
- Creba, 1768
- Heideanger, 1936—1947

Исторические серболужицкие наименования
- Kŕebja, 1843
- Krjebja, 1885

В населённом пункте провёл свои детские годы сын пастора, серболужицкий художник Гендрих Божидар Вела, который в своих ранних работах изображал пейзажи окрестностей Кребы.

## Население
Официальным языком в населённом пункте, помимо немецкого, является также верхнелужицкий язык.
Согласно статистическому сочинению «Dodawki k statisticy a etnografiji łužickich Serbow» Арношта Муки в 1884 году в деревне проживало 665 жителей (из них — 465 лужичан (70 %).
Лужицкий демограф Арношт Черник в своём сочинении «Die Entwicklung der sorbischen Bevölkerung» указывает, что в 1956 году при общей численности в 971 жителей (вместе с деревней Чернск) серболужицкое население деревни составляло 35,3 % (из них 210 взрослых владели активно верхнелужицким языком, 77 взрослых — пассивно; 56 несовершеннолетних свободно владели языком).
| 1825 | 1871 | 1885 | 1905 | 1925 | 1939 | 1946 | 1950 | 1964 | 1973 | 2002 | 2011 | 2012 |
| ---- | ---- | ---- | ---- | ---- | ---- | ---- | ---- | ---- | ---- | ---- | ---- | ---- |
| 529  | 741  | 654  | 684  | 761  | 1005 | 945  | 967  | 845  | 843  | 737  | 475  | 624  |